# Sphericon

Animação de um Sphericon

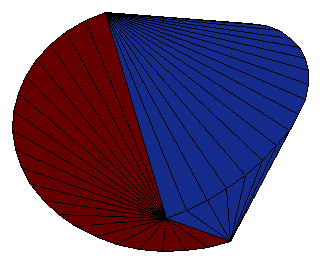
O sphericon como uma superfície regular. As duas metades bicônicas idênticas são marcadas em cores diferentes.

O sphericon é um sólido que possui uma superfície contínua desenvolvível com duas arestas semicirculares congruentes e quatro vértices que definem um quadrado. É um membro de uma família especial de rolos que, ao serem rolados sobre uma superfície plana, fazem com que todos os pontos de sua superfície entrem em contato com a superfície sobre a qual estão rolando. Foi descoberto independentemente pelo carpinteiro Colin Roberts (que deu o nome ao formato) no Reino Unido em 1969, pelo dançarino e escultor Alan do MOMIX em 1979, e pelo inventor David Hirsch, que o patenteou em Israel em 1980.

## Construção
O sphericon pode ser construído a partir de um bicone (um cone duplo) com um ângulo de vértice de 90 graus, dividindo o bicone ao longo de um plano através de ambos os vértices, girando uma das duas metades em 90 graus e recolocando as duas metades. Alternativamente, a superfície de um esférico pode ser formada cortando e colando um modelo de papel na forma de quatro setores circulares (com ângulos centrais {\displaystyle \pi /{\sqrt {2}}} ) unidos de ponta a ponta.

## Propriedades geométricas
A área de superfície de um sphericon com raio {\displaystyle r} é dada por
{\displaystyle S=2{\sqrt {2}}\pi r^{2}} .
O volume é dado por
{\displaystyle V={\frac {2}{3}}\pi r^{3}} ,
exatamente a metade do volume de uma esfera com o mesmo raio.

## História

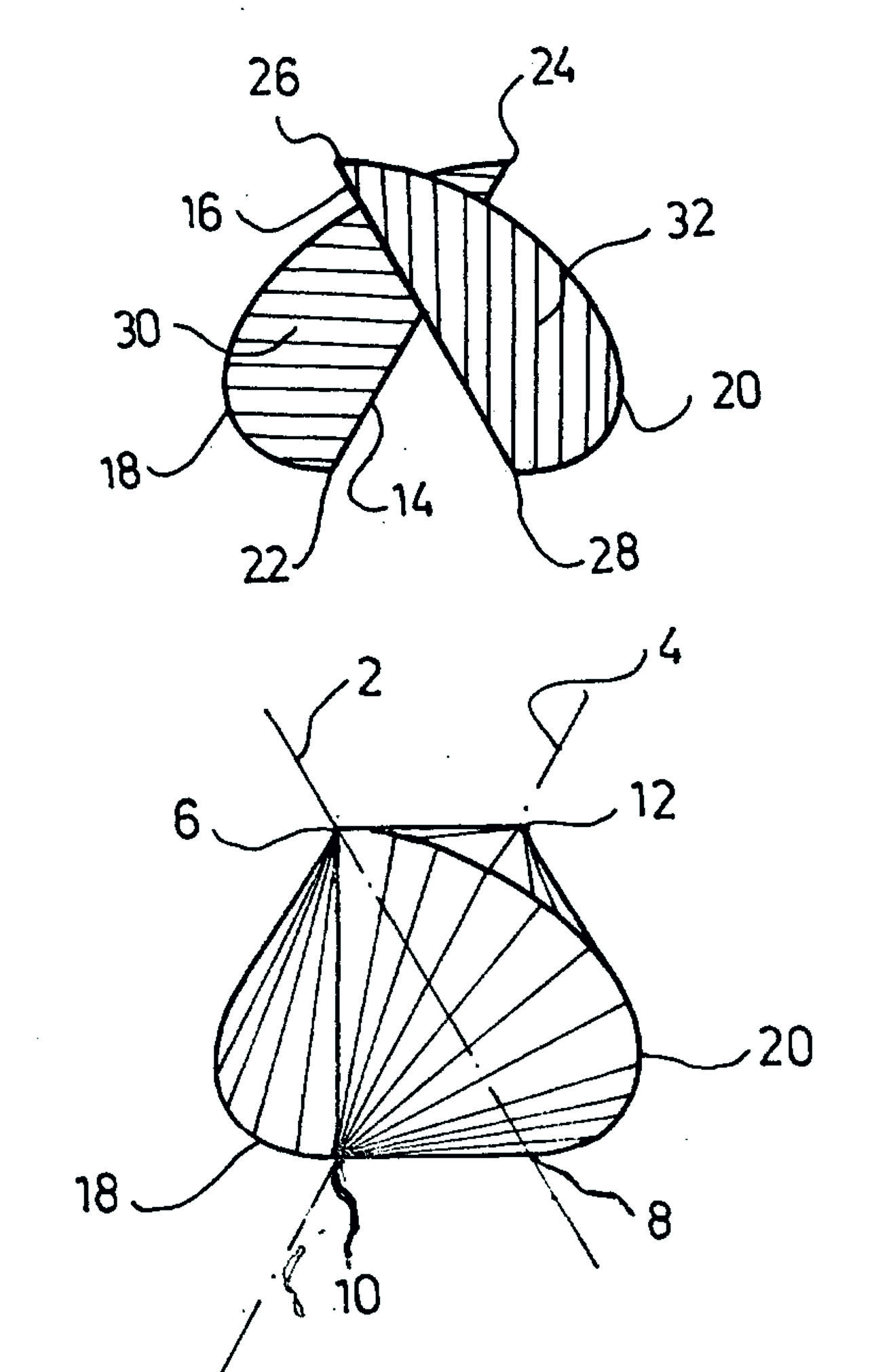
Desenhos de um dispositivo de dois meios-discos para gerar um movimento de meandro e de um sphericon, do pedido de patente de David Hirsch

Por volta de 1969, Colin Roberts (um carpinteiro do Reino Unido) fez um sphericon de madeira enquanto tentava esculpir uma tira de Möbius.
Em 1979, David Hirsch inventou um dispositivo para gerar um movimento em meandro. O dispositivo consistia em dois meios-discos perpendiculares unidos em seus eixos de simetria. Ao examinar várias configurações deste dispositivo, ele descobriu que a forma criada pela união dos dois meios discos, exatamente em seus centros de diâmetro, é na verdade uma estrutura esquelética de um sólido feito de dois meio bicones, unidos em suas seções transversais quadradas com um ângulo de deslocamento de 90 graus, e que os dois objetos têm exatamente o mesmo movimento de meandro. Hirsch registrou uma patente em Israel em 1980 e, um ano depois, um brinquedo chamado Wiggler Duck, baseado no dispositivo de Hirsch, foi lançado pela Playskool Company.
Em 1999, Colin Roberts enviou ao matemático Ian Stewart um pacote contendo uma carta e dois modelos de sphericon. Em resposta, Stewart escreveu um artigo intitulado "Cone with a Twist" em sua coluna Mathematical Recreations da revista Scientific American. Isso despertou bastante interesse na forma e foi usado por Tony Phillips para desenvolver teorias sobre labirintos. O nome de Robert para a forma, o sphericon, foi adotado por Hirsch como o nome de sua empresa, Sphericon Ltd.